# گورنگانه
گورنگانه (به صربی: Gornjane) یک منطقهٔ مسکونی در صربستان است که در بور واقع شده‌است. گورنگانه ۱٬۱۱۴ نفر جمعیت دارد.